# Erik Brandt (skarprättare)
Erik Brandt, född omkring 1692, död 8 september 1762, var skarprättare i Västmanlands län åren 1728-1762 och är den som innehaft tjänsten längst tid i länet.
Brandt började som skarprättardräng hos Magnus Gabrielsson Meijer i Stockholm på 1720-talet. Han anklagades 1725 för att ha stulit en av Meijers hästar och satt för detta häktad i Stockholm och Uppsala. Sommaren 1727 reste han till Ornö socken för att avrätta båtsmannen Hans Ersson som stulit värdesaker ur Ornö kapell. Avrättningen ställdes in, då prästen krävde uppskov då han ansåg att den dödsdömda var lågbegåvad. Brandt uppgav sig som fattig och ansökte om matpengar under tiden han väntade. Han övertog tjänsten som skarprättare i Västerås 1728 efter sin svärfar Alexander Meijer.